# Alida

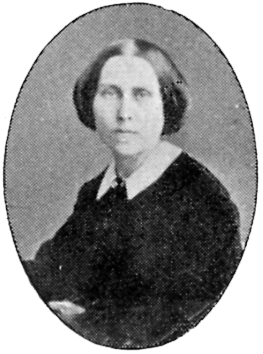
Alida Kristina Rabe

Alida (eller Allida) är den nederländska formen av det forntyska kvinnonamnet Adelheid, som är sammansättning av orden som betyder "ädel" och "ljus". Det äldsta belägget i Sverige är från år 1635.
Den 31 december 2014 fanns det totalt 11 788 kvinnor folkbokförda i Sverige med namnet Alida/Allida, varav 285 bar det som tilltalsnamn.
Namnsdag i Sverige: saknas (1986-2000: 22 april)

## Kända personer med namnet Alida
- Alida Hisku (född 1956), albansk sångerska
- Alida Knös (1786–1855), svensk salongsvärd
- Alida Morberg (född 1985), svensk skådespelare
- Alida Rabe (1825–1870), svensk konstnär
- Alida Rossander (1843–1909), svensk banktjänstman
- Alida Valli (1821–2006), italiensk skådespelare